# Sigurdo, o Semeador

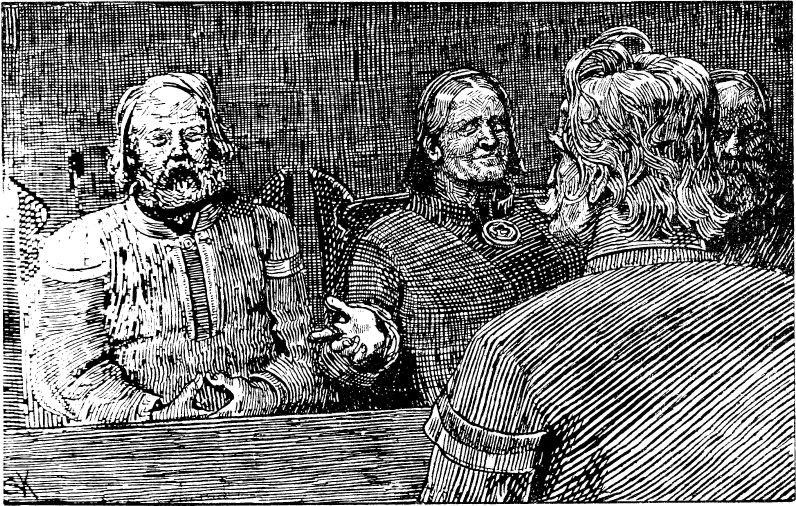
Sigurdo Syr com Åsta, Olav e Rane.
Christian Krohg: Ilustração para Olav den helliges saga, Heimskringla (1899)

Sigurdo, o Semeador, ou Sigurdo Syr (em nórdico antigo: Sigurðr Sýr; morto c. 1018), foi um pequeno rei norueguês de Ringerike, uma região em Buskerud. Foi notável na história norueguesa em grande parte através de sua associação com os reis Haroldo Hardrada e Olavo, o Santo. Por seu casamento com Åsta Gudbrandsdatter depois que seu primeiro marido Haroldo da Grenlândia tinha morrido, tornou-se padrasto do rei Olavo e pai do rei Haroldo.
A visão tradicional da linhagem de Sigurdo Halvdansson Syr, como apresentado em vários poemas islandeses e sagas históricas culminando com a Heimskringla de Snorri Sturluson, é que ele era um bisneto do rei Haroldo Cabelo Belo, através de seu filho Sigurdo Gigante. A dúvida foi lançada sobre sua ligação com Sigurdo Gigante, um filho relativamente obscuro de Haroldo Cabelo Belo com uma menina sámi chamada Snæfrid. Seu pai Haldano pode não ter sido o neto do rei Haroldo, Haldano de Hadafylke. Não existem atestados contemporâneos de algum Haldano. Não é muito provável que esta linhagem represente realidades históricas. Muitos historiadores modernos consideram a genealogia dos Cabelo Belo como em grande parte inventada.
De acordo com Heimskringla, Sigurdo Syr era um homem prudente, taciturno e geralmente modesto, embora muito rico. Era conhecido como um bom zelador de sua propriedade, pessoalmente envolvido em sua gestão, e sábio e pacífico. Pode muito bem ter possuído várias fazendas grandes. Seu apelido "Syr" pode ser traduzido como significando "porco e suíno" (relacionado com o nórdico antigo svīn). A razão para isto é desconhecida; Peter Andreas Munch sugeriu que era porque sua atenção estava muito focada na agricultura e que seu apelido significa: "Aquele que escava ou raízes no solo do campo". Uma vez que Sigurdo era um homem respeitado de nascimento elevado, o epíteto era provavelmente um título honroso.
Foi batizado na fé cristã em 998. De acordo com o Heimskringla, "o rei Olavo Tryggvason chegou a Ringerike para espalhar o cristianismo, Sigurdo Syr e sua esposa permitiram-se serem batizados".
Não era, pessoalmente, politicamente ambicioso. Não gostava da pompa e cerimônia de nobreza, mas desempenhou um papel esperado. Suportou totalmente as ambições de seu enteado Olavo por liderança e comando. Em 1014, peticionou com sucesso seus pares, os outros reis locais noruegueses, pelo seu apoio na causa de seu enteado quando Olavo queria construir um exército na Noruega.